# Стадион Кирани Џејмс
Стадион Кирани Џејмс (енгл. Kirani James Athletic Stadium) је вишенаменски стадион у Сент Џорџизу, Гренада. Тренутно се користи углавном за одигравање фудбалских утакмице. Стадион има капацитет да прими 8.000 гледалаца.
Преименован је у „Атлетски стадион Кирани Џејмс” у априлу 2017. године, у част првог освајача олимпијске медаље Гренаде, Кирани Џејмса.

## Употреба
Стадион је био домаћин шест утакмица Конкакаф Првенства за жене У-17 у 2016. години.
Дом је фудбалске репрезентације Гренаде.